# شهرستان استانوفلیانسکی
شهرستان استانوفلیانسکی (به لاتین: Stanovlyansky District) یک شهرستان در روسیه است که در استان لیپتسک واقع شده‌است.